# Chiococca alba
Chiococca alba är en måreväxtart som först beskrevs av Carl von Linné, och fick sitt nu gällande namn av Albert Spear Hitchcock. Chiococca alba ingår i släktet Chiococca och familjen måreväxter. Inga underarter finns listade i Catalogue of Life.